# Trachys troglodytes
Trachys troglodytes  (лат.) — вид жуков-златок. Длина тела взрослых насекомых (имаго) 3—3,5 мм. Тело двухцветное — переднеспинка и голова бронзовые, с латунным или зеленоватым отблеском, надкрылья синие или фиолетовые.
Встречаются, в том числе, в Швеции, где, однако, находятся под угрозой исчезновения. Обитают и на Готланде.